# Álmos (opera)
Az Álmos Mosonyi Mihály Szigligeti Ede librettója alapján komponált háromfelvonásos operája. A zeneszerző az 1860-as évek első felében, közvetlenül a Szép Ilonka  megkomponálása után készítette el második magyar operáját, de annak bemutatójára csak 1934. december 6-án került sor.

## Az opera szereplői
| Szereplő                    | Hangfekvés   |
| --------------------------- | ------------ |
| Álmos, a magyarok fejedelme | bariton      |
| Álmos felesége              | mezzoszoprán |
| Árpád                       | tenor        |
| Árpád felesége              | mezzoszoprán |
| Kádár, főpap                | bariton      |
| Dromo, ördög                | bariton      |
| Egy tündér                  | szoprán      |
| Első végzetnő               | alt          |
| Második végzetnő            | ?            |
| Harmadik végzetnő           | ?            |

- Az opera helyszínei:
  - I. felvonás: 1. kép – sziklás táj; 2. kép – tündérvilág; 3. kép – a nornák barlangja; 4. kép – tündérvilág
  - II. felvonás: 1. kép – Álmos sátra; 2. kép – Álmos sátra előtt
  - III. felvonás: Árpád sátra előtt

## Az opera cselekménye

### I. felvonás
1. kép: Viharos időben gyülekezik az ördögnép. Dromo bejelenti, hogy hatalmukat veszélyezteti a magyarok vándorlása nyugat felé. A magyarok feláldozzák Hadúrnak azt, aki először lép az új haza földjére. Dromo ezért el akarja intézni, hogy Álmos lépje át először a határt. Azt tervezi, hogy egy farkassal átcsalják  Álmost az új haza földjére, így biztosan ő lesz az áldozat.
2. kép: A tündérek arra készülnek, hogy elhagyják a leendő Magyarország területét, mert nem kedvelik a harci zajt. Egyszer csak Árpád felesége jelenik meg, aki elmeséli, hogy álmában megjelent Álmos anyja, és arra figyelmeztette, hogy a fejedelmet nagy veszély fenyegeti. Mivel Árpád felesége Álmost az apjaként szereti, meg akarja védeni a veszélytől. Ebben kéri a tündérek segítségét. A tündérek kürtöt, gyűrűt és övet ajándékoznak az asszonynak, aki ezek segítségével eljuthat a végzetnők (nornák) közelébe, és segíthet Álmoson.
3. kép: Árpád nejének kérdéseire a nornák válasza: Álmos megtalálja az új országot, de ne lássa tenger szeme.
4. kép: Árpád neje visszaadja a varázskellékeket a tündéreknek. Ezután rögtön Álmost akarja figyelmeztetni, de elkésett: a fejedelem már megpillantotta az új haza tájait. A tündérek azonban álmot bocsátanak rá. Ezután Árpád és Kádár találják meg a fejedelmet. Mindenáron el akarják kerülni, hogy fejedelmük legyen az áldozat, ezért ébredése után elhitetik vele, hogy csak álmában látta az új országot. Ezután titoktartást fogadnak, hogy ezzel megmentsék Álmost.

### II. felvonás
1. kép: A haditanács a hódítás mellett van, Álmos azonban békés honfoglalást akar. Azt javasolja, hogy szerszámozzanak fel egy lovat, amit aztán küldjenek el egy követtel az új föld fejedelméhez. Cserébe semmi mást ne kérjenek, csak földet, füvet és vizet.  A főpap viszont azt akarja, hogy várják meg az Etelközben maradt magyarokat és a szövetséges népeket. Álmos elmondja álmát a farkasról és az új országról, de szerettei megnyugtatják: mindezt csak álom volt. Előd jelenti, hogy a kazárok csak Álmossal hajlandóak szövetkezni. Álmos Árpádot nevezi ki utódjának, majd visszaindul szövetségeseket hozni. 
2. kép: Álmos kihirdeti a népnek, hogy Árpádnak adta át a fejedelemséget. A nép nem örül ennek. A székelyek küldöttei jönnek. Felajánlják szövetségüket Álmosnak, és átadják neki Attila kardját. Álmos Árpádnak adja a kardot, aki háromszor a Nap felé sújt vele. Ezután a vezérek elfogadják Árpádot vezetőjüknek és pajzsra emelik.

### III. felvonás
A harcosok tiltakoznak, amiért nem támad a fejedelem. Sasok tömege jelenik meg és csap le a magyarokra. Álmos felesége jön, és bejelenti, hogy valaki már átlépte az új ország határát. Árpád nem felel semmit. A jelenetet félbeszakítja a követek érkezése, akik vizet, füvet és földet hoztak Pannóniából. A sasok végül elszállnak. Árpád úgy dönt, bevallja, hogy Álmos lépett elsőként az új haza földjére. Ezzel akarja elkerülni, hogy Hadúr haragja sújtsa népét. A főpap megrakja a máglyát, amin elégetik Álmost. A nép elsiratja szeretett fejedelmét, majd elindul az új hazába. A főpap isteni szózatot hall, miszerint ez volt az utolsó emberáldozat.

## Az opera szövegkönyve
Szigligeti gyakorlott színházi ember volt, aki Erkel számára is írt librettót, de az Álmos szövegkönyve nem sikerült jól. Már a librettó belső arányait is elhibázta: túlságosan is nagy teret engedett a dikciónak és szűket az akciónak. Sok látványos elemet alkalmazott: ördögi látomás, tündértánc, pajzsraemelés. Az alapkonfliktus erőltetett, egyes részletek túlságosan is elnyújtottak. Azonban kétségtelen, hogy a történetben benne van a megváltás wagneri gondolata, és emellett számos olyan elem, amikkel a nagy német operaszerző is szívesen élt: földi és földöntúli lények harca, galamb képében megjelenő jószellem, álom-látomás, isteni végzetszerűség, legyőzhetetlen csodakard. Mosonyit elsősorban a hasonló elemek foghatták meg a librettóban. 
Az opera hatását nagyban csökkenti, hogy a tulajdonképpeni cselekmény csak az első felvonás utolsó negyedével kezdődik. Az előtte lévő jelenetek az előzmények terjengős és kevéssé drámai részletezése. De a librettó egyik legnagyobb fogyatékossága mégsem ez, hanem a szereplők túlságosan is egysíkú jelleme. Szinte csak jó szereplők vannak az operában, az ördögöket leszámítva. Az ördögök képviselik az ellenséget, ők az intrikusok, de semmi esélyük a győzelemre. Mindez gyöngíti a konfliktus erejét.
Szigligetinek három érzelmi szálat kellett volna elsősorban előtérbe állítania: Árpád fiúi szeretetét apja iránt, az új hazára váró nép türelmetlenségét, illetve Álmos önfeláldozását, amivel feloldja a nép és Árpád ellentétét. Ha a szövegkönyvíró erre a három szálra koncentrált volna, akkor a megzenésítés is hálásabb feladatot rótt volna Mosonyira.

## Az opera zenéje
Mosonyi az Álmos komponálásakor teljesen más elveket követett, mint a Szép Ilonka esetében. Elsősorban Wagner nyomdokain kívánt haladni, és a természetfeletti lények ábrázolásakor szinte teljes mértékben a német romantika stílusát ütötte meg. De a honfoglalást festő rész magyaros hangvételű zenéjével annál nagyobb hatást volt képes elérni. Ez a magyar stílus mintha egységesebb, személyesebb hangú operastílussá alakult volna a Szép Ilonka óta. Az Álmos formai tekintetben is sokkal fejlettebb a Szép Ilonkánál. Akadnak még benne zárt számok, de ezek már csak formalitások. A zárt áriák és az együttesek helyébe a nagy jelenetek léptek. 
Ebben Wagner hatása ismerhető fel, akárcsak az opera harmónianyelvében, a hangnemváltásokban, a hangszerelésben és a vezérmotívumos technika következetes alkalmazásában. Emlékeztető motívumok már a Szép Ilonkában is feltűntek, de Mosonyi az Álmosban már sokkal rövidebb, jellegzetes visszatérő motívumokkal élt. Ilyen a tündérmotívum, az áldozatmotívum, az ördögmotívum, a magyarok harci motívuma vagy a magyar hősiesség motívuma. Ez utóbbi mindig felbukkan, amikor az új hazába való indulásról van szó, a Rákóczi-induló egyik dallamát dolgozza fel benne a szerző. 
Mosonyi nagy újítása volt a deklamatív stílus magyar kialakítása. Ariosókban és zenekari kíséretes recitativókban igyekezett kialakítani a megfelelő énekbeszédet. Feltűnően nagy szerepe van a kórusnak: szinte mindenhol ott van, és tevékeny, aktív részese a drámai eseményeknek. Árpáddal is szembeszáll, ez pecsételi meg Álmos sorsét. Az utolsó két felvonásban pedig fontos zenedramaturgiai funkciót tölt be: a nagy jeleneteket egy-egy visszatérő kórusmotívum fogja közre. 
Az operából mind ezidáig nem készült teljes felvétel, de néhány részletét a Magyar Rádió rögzítette, ezek kikérhetőek a rádió vevőszolgálatán az érdeklődők számára.